# Тилич (гміна)
Гміна Тилич (пол. Gmina Tylicz) — об'єднана сільська гміна Новосондецького повіту Краківського воєводства Польської республіки в 1934–1939 рр. Центром гміни було село Тилич.
Гміну Тилич утворили 1 серпня 1934 р. у межах адміністративної реформи в ІІ Речі Посполитій із тогочасних сільських гмін: Берест, Чирна, Мохначка Нижня, Мохначка Вишня, Мушинка, Перунка, Поляни, Тилич. Налічувались 992 житлові будинки.